# Bonn
För andra betydelser, se Bonn (olika betydelser).
Bonn, officiellt Bundesstadt Bonn, är en kretsfri stad i det tyska förbundslandet Nordrhein-Westfalen, och är belägen på båda sidor om Rhen, cirka 40 kilometer söder om Köln. Staden har cirka 336 000 invånare, och ingår i storstadsområdet Rheinschiene.
Staden har en över 2000-årig historia och är en av Tysklands äldsta städer. Fram till slutet av 1700-talet var Bonn residens för Kölns kurfurstar. Stadens universitet utvecklades under 1800-talet till en av Tysklands mest betydande högskolor. Bonn var de facto Förbundsrepubliken Tysklands (Västtysklands) huvudstad 1949–1990. Officiellt korrekt var Bonn regeringsätet för Västtyskland. Efter Tysklands enande var Bonn inte längre de facto huvudstad, men sätet för parlament och regering låg kvar här fram till 1999. Efter att regering och parlament flyttats till Berlin har sex departement (Bundesministerien) idag sitt huvudsäte kvar här. Övriga departement har ett andra säte i Bonn, allt enligt den 1991 beslutade Berlin/Bonn-lagen (Berlin/Bonn-Gesetz). 
Det tidigare regerings- och parlamentskvarteret, Bundesviertel, har förändrats under senare år. Idag präglas området av stora tyska koncerners förvaltningsbyggnader, Deutsche Welles radiohus och ett internationellt kongresscentrum. I juli 2006 öppnades UN-Campus.

## Historia
Bonn har sitt ursprung i en romersk gränsbefästning, Castra bonnensia eller Bonna, vilken förstördes av normanner 881. Dagens Bonn har sitt ursprung i en kyrkby söder därom. Från 1200-talet kom att lyda under kurfursten och biskopen av Köln och blev med kortare undantag dennes residensort fram till 1794. Från 1500-talet blev Bonn alltmer ett administrativt centrum. 1801-1814 lydde Bonn under Frankrike.
Efter Napoleons nederlag 1815 kom Bonn under Preussen. Bonn präglades under de kommande årtionden av sitt universitet grundat 1777 men återöppnat 1818 efter en tids stängning. Efter första världskriget ockuperades staden först av britterna och sedan av fransmännen. 1 000 människor mördades och 8 000 tvingades lämna staden under nazisternas styre, då de greps eller skickades till koncentrationsläger. 
Den 9 mars 1945 var kriget slut i Bonn och 30 % av husen låg i ruiner och 4 000 hade omkommit i bombanfallen mot staden eller som soldater i strid. Den 28 maj 1945 tog brittiska trupper över styret av staden. Efter andra världskriget blev Bonn Västtysklands huvudstad och staden upplevde en snabb utveckling.
Bland de under kriget förstörda byggnaderna märks Landesmuseum, vars föremål dock hade evakuerats och därmed klarade sig, samt Kurfursteslottet, uppfört 1697-1723, som vid den tiden inrymde stadens universitet. Domkyrkan grundlades på platsen för en äldre kyrka under 1000-talet och byggdes om i övergångsstil mellan romansk och gotisk stil på 1200-talet.
Ludwig van Beethoven föddes i Bonn, där hans hem nu är ett museum.

## Befolkningsutveckling
Bonn tillhör med sina 300 000 invånare de tio största städerna i delstaten Nordrhein-Westfalen och mellanskiktet av Tysklands storstäder. 1939 överskred invånarantalet 100 000 och Bonn blev en tysk storstad. 1969 genomfördes inkorporeringar som gjorde att stadens invånarantal fördubblades.  

## Museer
Bonn förfogar över ett stort antal betydande museer. Kunst- und Ausstellungshalle der Bundesrepublik Deutschland (”Bundeskunsthalle”) och Haus der Geschichte der Bundesrepublik Deutschland är sedan de öppnades två av Tysklands tio mest besökta museer och varje år besöks de var för sig av över 500 000 personer. Museerna byggdes tillsammans med Kunstmuseum Bonn i början av 1990-talet och tillhör tillsammans med Deutsches Museums underavdelning i Bonn till Bonns vetenskapscentrum.
Man har också uppfört museer där kända invånare tidigare föddes, bodde och dog: Beethoven-Haus, August Macke-Haus, Ernst Moritz Arndt-Haus och Robert Schumann-Haus. Rheinische Friedrich-Wilhelms-Universität förfogar över ett antal museer och samlingar. 

## Näringsliv

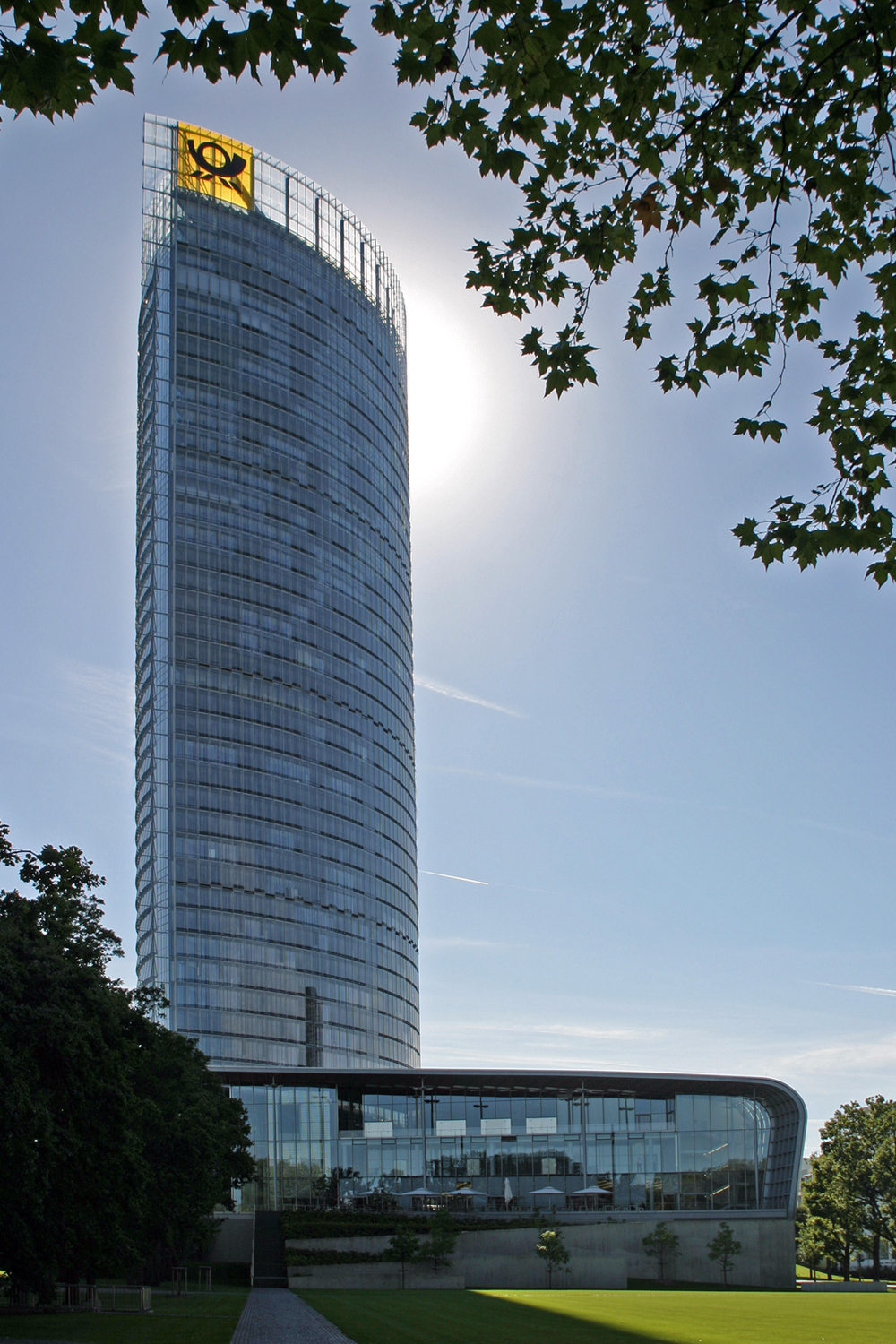
Posttower i Bonn.

I Bonn har de tre största tyska företagen inom kommunikationsområdet sina huvudkontor, Deutsche Post (med DHL), Postbank och Deutsche Telekom. Från Bonn kommer även Haribo, en av Europas största godistillverkare.

## Utbildning
Inom utbildningsområdet finns bland annat Rheinische Friedrich-Wilhelms-Universität, ett universitet med varierad och allmän inriktning där cirka 40 000 studenter studerar.

## Kommunikationer

### Motorvägar
- A59 Köln – Sankt Augustin
- A555 Köln – Bonn, Tysklands första motorväg, invigd den 6 augusti 1932
- A562 Bonn – Beuel
- A565 Sankt Augustin – Bonn – A61

### Förbundsvägar
- B9 och B56

### Flyg
- Köln-Bonns flygplats cirka 30 km från staden

### Lokaltrafik
- Köln–Bonns stadsbana

## Överborgmästare
Bonn leds och representeras av en överborgmästare (Oberbürgermeister).
- Eduard Spoelgen, CDU, 1945–1948
- Peter Stockhausen, CDU, 1948–1951
- Peter Maria Busen, CDU, 1951–1956
- Wilhelm Daniels, CDU, 1956–1969
- Peter Kraemer, CDU, 1969–1975
- Hans Daniels, CDU, 1975–1994
- Bärbel Dieckmann, SPD, 1994–2009
- Jürgen Nimptsch, SPD, 21 oktober 2009–21 oktober 2015
- Ashok-Alexander Sridharan, CDU, 21 oktober 2015–31 oktober 2020
- Katja Dörner, Allians 90/De gröna, 1 november 2020–[4]

Denna lista hämtas från Wikidata. Informationen kan ändras där.

## Kända personer
- Konrad Adenauer
- Ludwig van Beethoven
- Karl Marx
- Friedrich Nietzsche
- August Wilhelm von Schlegel
- Robert Schumann